# Berlin-Charlottenburg
Charlottenburg is een stadsdeel in het Berlijnse district (Bezirk) Charlottenburg-Wilmersdorf (Duitsland). Het huidige stadsdeel is ontstaan in 2004 door de deling van het grondgebied van het voormalige district Charlottenburg.
Tot 1920 was Charlottenburg een zelfstandige en welvarende stad ten westen van het oude Berlijn. Bij de annexatie in 1920 door Groot-Berlijn werd het zelfstandige district Charlottenburg gevormd, dat tijdens de gemeentelijke reorganisatie in 2001 met het toenmalige district Wilmersdorf fuseerde. In 2004 volgde een nieuwe indeling van het fusiedistrict, waardoor het gebied van het voormalige district Charlottenburg in de huidige stadsdelen Westend, Charlottenburg-Nord en Charlottenburg werd opgedeeld.
Charlottenburg vierde in 2005 zijn 300-jarig bestaan.

## Geografie
Charlottenburg ligt oostelijk van de Havel en grotendeels zuidelijk van de Spree in een door beide rivieren gevormde hoek. Alleen de wijk Charlottenburg-Nord ligt ten noorden van de Spree.

### Wijken
De ambtelijke organisatie van het district Charlottenburg-Wilmersdorf deelt het voormalige district Charlottenburg op in drie wijken: Charlottenburg, Charlottenburg-Nord en Westend. Naast deze ambtelijke organisatie is het gebied ook opgedeeld in zogenaamde kiezen.
Opdeling van het voormalige district volgens de bepalingen van 2004:
- 0401 Charlottenburg
  - Witzleben
  - Klausenerplatz
  - Kalowswerder
  - Martinekenfelde
- 0405 Westend
- 0406 Charlottenburg-Nord

## Geschiedenis

### Vroegste nederzettingen
In de loop van de middeleeuwen hebben op Charlottenburgse grond drie nederzettingen bestaan: Lietzow, Casow en Glienicke. Alhoewel de drie namen een Slavische oorsprong hebben, is het waarschijnlijk dat de nederzettingen bevolkt werden door een mix van Slavisch-Duitse mensen.

### De stad als residentie
In het jaar 1695 verwierf Sophie Charlotte Lietzow en Ruhleben voor haar man keurvorst Frederik III van Brandenburg, in ruil voor haar afgelegen gronden in Caputh en Langerwisch. Op haar nieuw verworven grond liet zij de zomerresidentie Lietzenburg bouwen, die in 1699 klaar was. Na de kroning van koning Frederik I in Pruisen liet Sophie Charlotte het kleine paleis uitbouwen tot een representatief gebouw. Kort na het overlijden van Sophie Charlotte kreeg de kleine nederzetting tegenover het paleis op 5 april 1705 van Frederik I de naam Charlottenburg. Tevens kreeg het nieuwe Charlottenburg stadsrechten. De naam van het paleis Lietzenburg werd eveneens veranderd in Slot Charlottenburg. Tot 1720 was de koning tegelijkertijd burgemeester van de stad. In 1720 werd tevens het dorp Lietzow door Charlottenburg geannexeerd.

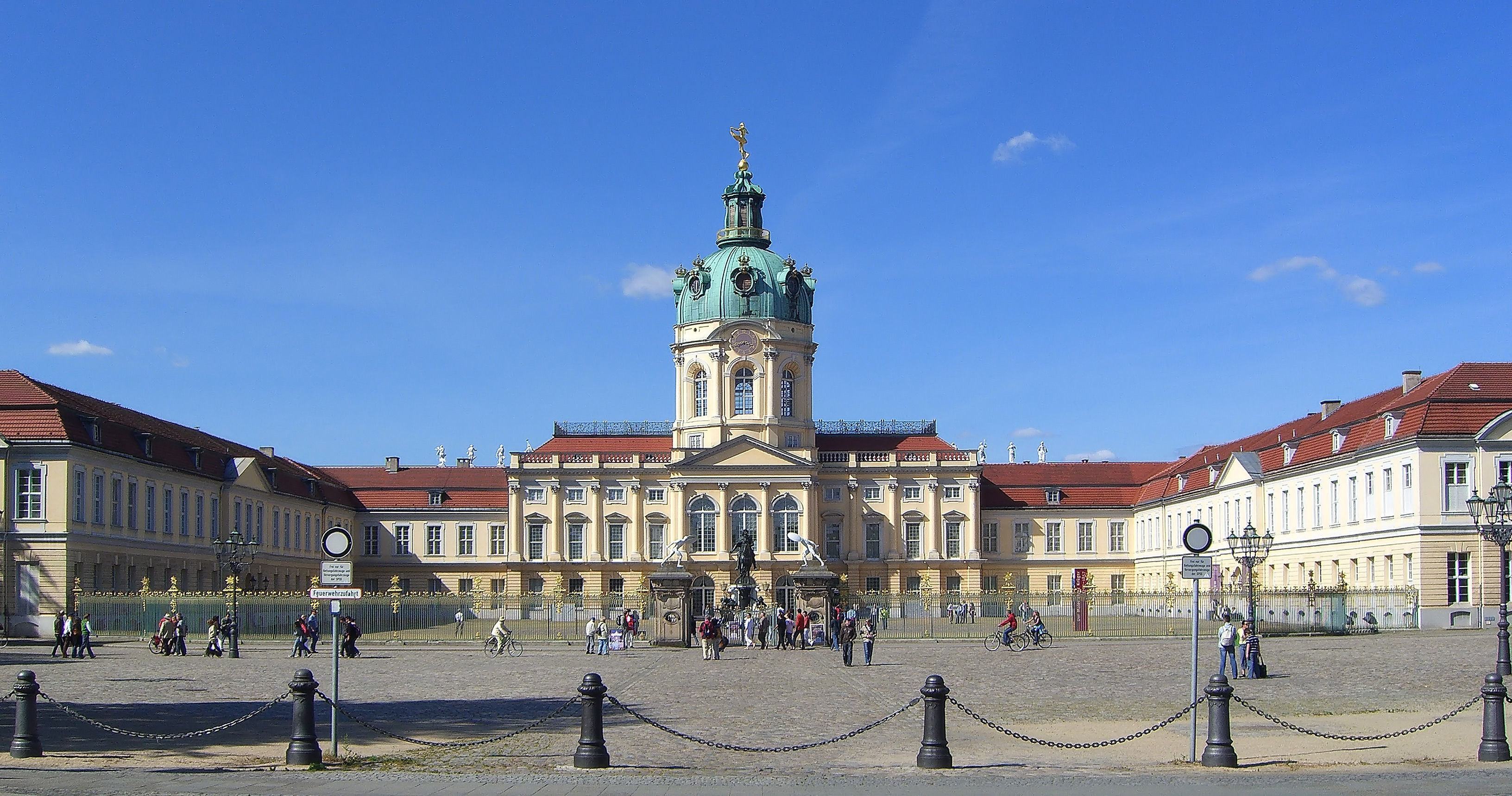
Slot Charlottenburg

Frederiks opvolger Frederik Willem I verbleef zelden op Slot Charlottenburg, wat een negatief effect had op de ontwikkeling van de nog kleine residentiestad. Hij probeerde zelfs (zonder succes overigens) de stadsrechten van Charlottenburg af te nemen.
Pas na het aantreden van zijn opvolger Frederik II in 1740, die regelmatig in het paleis verbleef, ontwikkelde de stad zich. In de loop van zijn regeringstijd kreeg hij toch de voorkeur voor het grotendeels door hem zelf geplande Slot Sanssouci bij Potsdam als zomerresidentie.
In 1786 stierf Fredrik II en zijn neef Frederik Willem II volgde hem op. Frederik Willem II had wel de voorkeur voor Slot Charlottenburg als zomerverblijf. Ook zijn zoon en opvolger Frederik Willem III verkoos Slot Charlottenburg als lievelingsresidentie.
Na de nederlaag van Pruisen in de Slag bij Jena in 1806 werd Charlottenburg twee jaar lang door de Fransen bezet. Napoleon Bonaparte resideerde zelf in het paleis terwijl zijn troepen een groot legerkamp in de omgeving van het toenmalige Berlijn opzetten.

### De stad als buitenplaats
Niet alleen de voorliefde van de koningen bevorderde de ontwikkeling van Charlottenburg in de 18e eeuw. De op weinig vruchtbare grond gebouwde stad werd als buitengebied ontdekt door de bevolking van de snel groeiende stad Berlijn. Nadat rond 1770 de eerste herberg geopend was, volgden vele andere herbergen en biertuinen, die vooral in de weekeinden goed bezocht werden.
Tot het begin van de 20e eeuw bleef Charlottenburg een gebied voor recreatie voor de Berlijnse bevolking. Wie niet met een schip over de Spree gevaren kwam, kon zich vanaf de Brandenburger Tor naar Charlottenburg en weer terug laten varen. Vanaf 1865 opende een paardentram. In 1866 ontstond westelijk van Charlottenburg de villawijk Westend.

### De groeiende stad

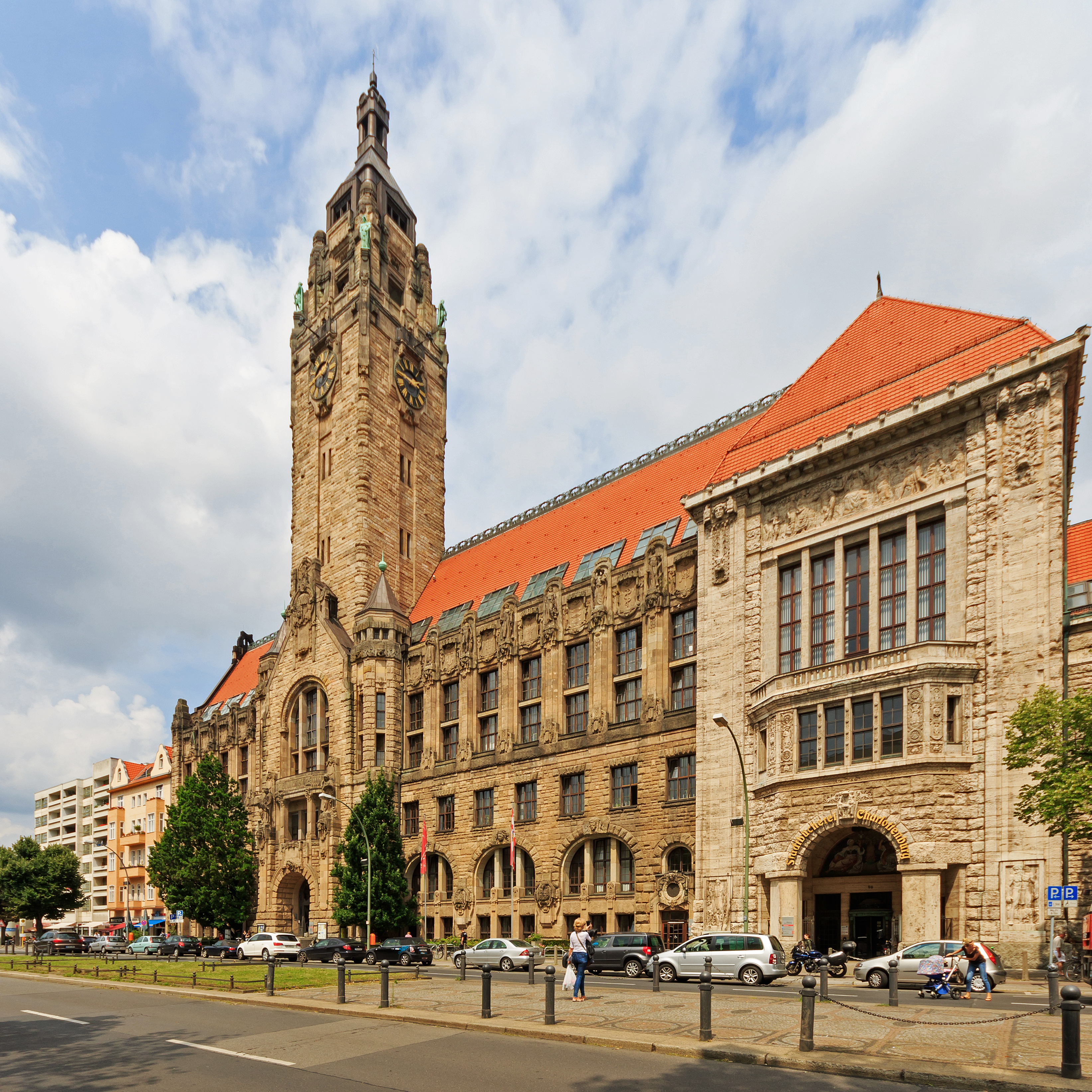
Rathaus Charlottenburg

De toenemende populariteit trok ook meer welvarende Berlijnse burgers aan, die zich bij voorkeur aan de representatieve verbindingsstraten tussen het paleis en Berlijn vestigden. Hiermee begon een belangrijke groeiperiode van de Charlottenburg.
Door een vooruitkijkend stadsbestuur en grote belastinginkomsten vormde zich in de voormalige residentiestad een stadsbeeld met brede straten, parken, grootse woonhuizen, theaters, moderne verkeersvoorzieningen, sportvoorzieningen, het wereldberoemde warenhuis KaDeWe (door latere veranderingen van de grenzen tegenwoordig in Schöneberg) en imposante openbare gebouwen.
Charlottenburg bouwde van 1878 tot 1884 aan een technische universiteit en in 1893 bereikte de stad het aantal van 100.000 inwoners. In 1905 rondde men de bouw af van een nieuw, imposant stadhuis.
Bij de volkstelling van 1910 telde de stad 306.000 inwoners. In 1911 en 1912 bouwde men aan een operagebouw (tegenwoordig Deutsche Oper Berlin). Door het in 1920 ingevoerde zogenaamde Groß-Berlin-Gesetz werd Charlottenburg vanaf 1 oktober 1920 het zevende district van Berlijn.

### Wijk van Berlijn
Om de na de Eerste Wereldoorlog ontstane massawerkloosheid tegen te gaan, werden de vooroorlogse plannen van tuinarchitect Erwin Barth opgepakt en het Volkspark Jungfernheide aangelegd.
De zich snel ontwikkelende automobielindustrie had interesse in een autotestbaan. Hiervoor werd de AVUS (Automobil-Verkehrs- und Übungsstraße) tussen Charlottenburg en Nikolassee aangelegd. De bouw begon in 1913, maar werd pas na de oorlog in 1921 voltooid.
Al vanaf 1905 tot 1907 werden bij de Zoologischer Garten tentoonstellingshallen gebouwd, die nooit eerder zo goed hun doel vervullen konden. Vooral de auto-industrie had ruime hallen nodig. Station Messe Nord/ICC van de S-Bahn van Berlijn werd in 1916 geopend. Het hallencomplex werd in de daarop volgende jaren vaak uitgebreid. In 1927 was de bouw van de Funkturm voltooid.

### Tweede Wereldoorlog

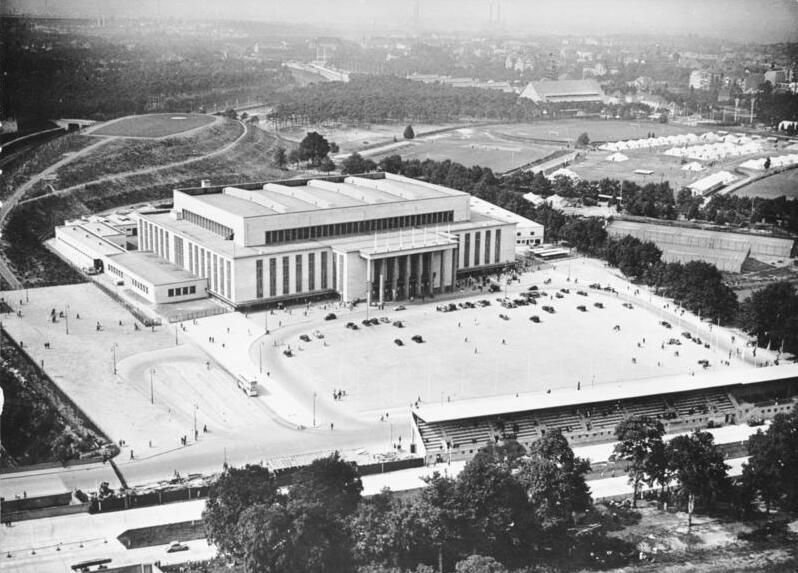
De Deutschlandhalle in 1939

In 1931 stond al vast dat de Olympische Zomerspelen van 1936 in Berlijn gehouden zouden worden. De daarvoor voorziene bouw van tegenwoordig op Charlottenburgse gronden geplande stadions werd door Adolf Hitler gestopt ter gunst van de bouw van een groter, respresentatiever en propagandistischer gebouw. De ontwerpopdracht werd aan Werner March (zoon van architect Otto March) gegeven. In de daarop volgende jaren werden in opdracht van Hitler nog meer grote bouwwerken gebouwd, zoals de Deutschlandhalle en de Waldbühne.
Na de Olympische Spelen begonnen rond 1937 Hitlers plannen tot de bouw van Welthauptstadt Germania gestalten aan te nemen. De grote laan van de oostwest-as die daarbij was ingetekend, zou ook over grondgebied van het district Charlottenburg gaan lopen. Tot het einde van de Tweede Wereldoorlog werden de plannen gedeeltelijk uitgevoerd.

### Na de Tweede Wereldoorlog
Na de Tweede Wereldoorlog was in het bijzonder het oostelijke deel van Charlottenburg sterk door bombardementen verwoest. De ruïne van de Kaiser-Wilhelm-Gedächtniskirche werd, in tegenstelling tot wat eerdere plannen suggereerden, niet opnieuw opgebouwd. Tot de dag van vandaag is het een ruïne. Door de winnaars van de Tweede Wereldoorlog werd Berlijn in 4 sectoren verdeeld. Charlottenburg kwam daarbij in de Britse sector te liggen. Omdat het oude centrum van Berlijn zich in de Sovjetsector bevond, ontstond rond Zoologischer Garten en de Kurfürstendamm een nieuw centrum. In deze omgeving had zich overigens al in de jaren twintig een levendige wijk met een hoog stedelijk karakter (Neuer Westen) ontwikkeld, die met de oude binnenstad concurreerde. Hier hadden zich onder andere het Theater des Westens, het Café des Westens en het Kaufhaus des Westens gevestigd, die met hun namen verwezen naar hun locatie ten westen van het centrum.
Vanaf het midden van de jaren 50 werden op grote schaal flats gebouwd.
Op 2 juni 1967 werd bij een demonstratie tegen de Sjah van Perzië werd de student Benno Ohnesorg bij de Duitse Opera zonder duidelijke reden door een politieagent doodgeschoten. Op 11 april 1968 vond op de Kurfürstendamm een aanslag plaats op Rudi Dutschke, welke hij overleefde.
In de jaren 70 ebde de bouwwoede weg en zette men zich meer in voor sanering en het behouden van bestaande woonblokken.

## Sport
Voetbalclub CFC Hertha 06 speelde van 1965 tot 1970 in de Amateurliga Berlin, toen dit nog de derde hoogste klasse was. Nadat de club helemaal weggezakt was tot de laagste regionen van het Berlijnse voetbal maakte de club vanaf 2012 een opmars en na twee promoties op rij speelde de club vanaf 2015 in de nationale reeksen van de Oberliga Nordost en speelde daar tot 2024 toen de club failliet ging. 

## Bezienswaardigheden en cultuur

### Musea

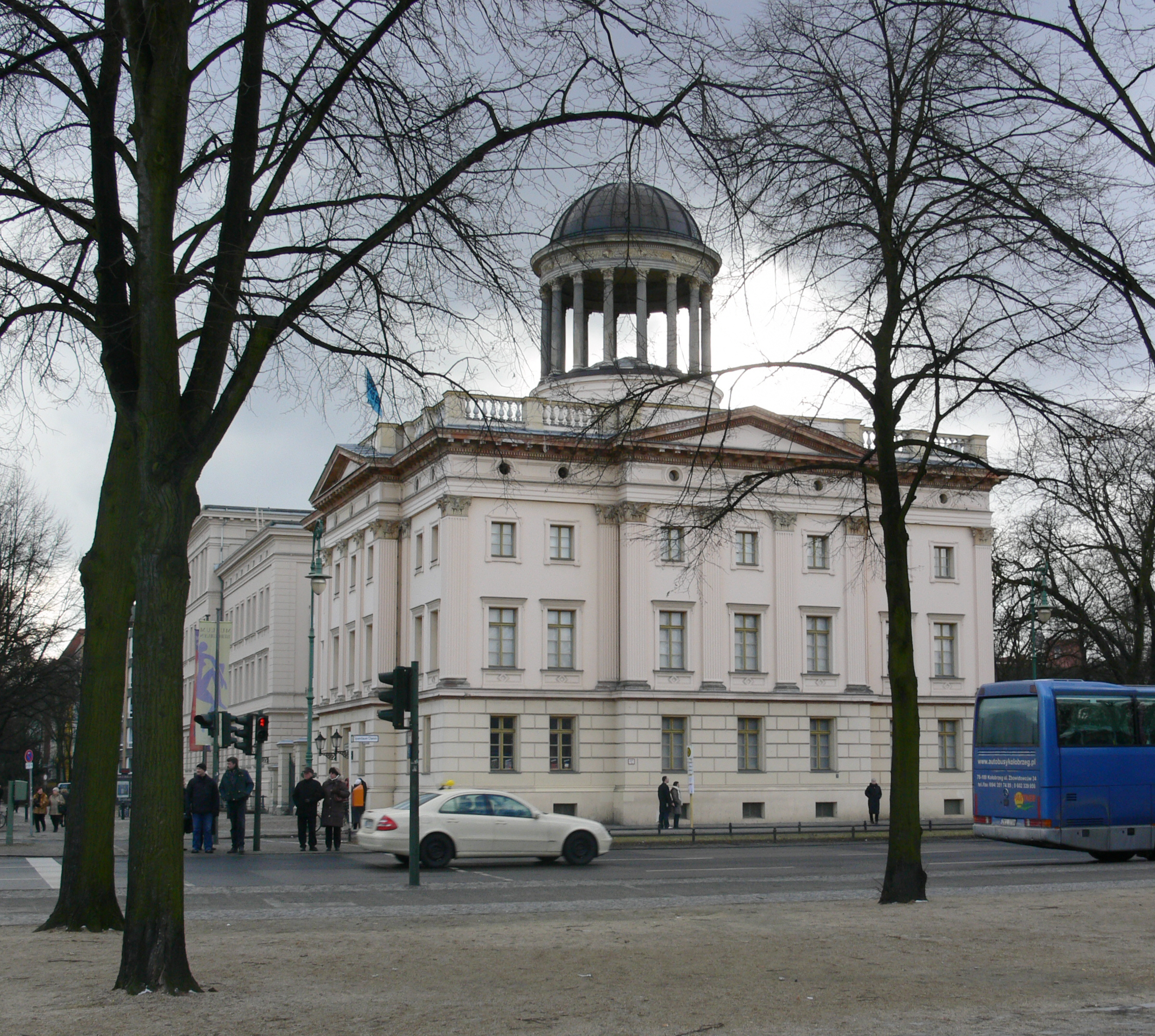
Museum Berggruen

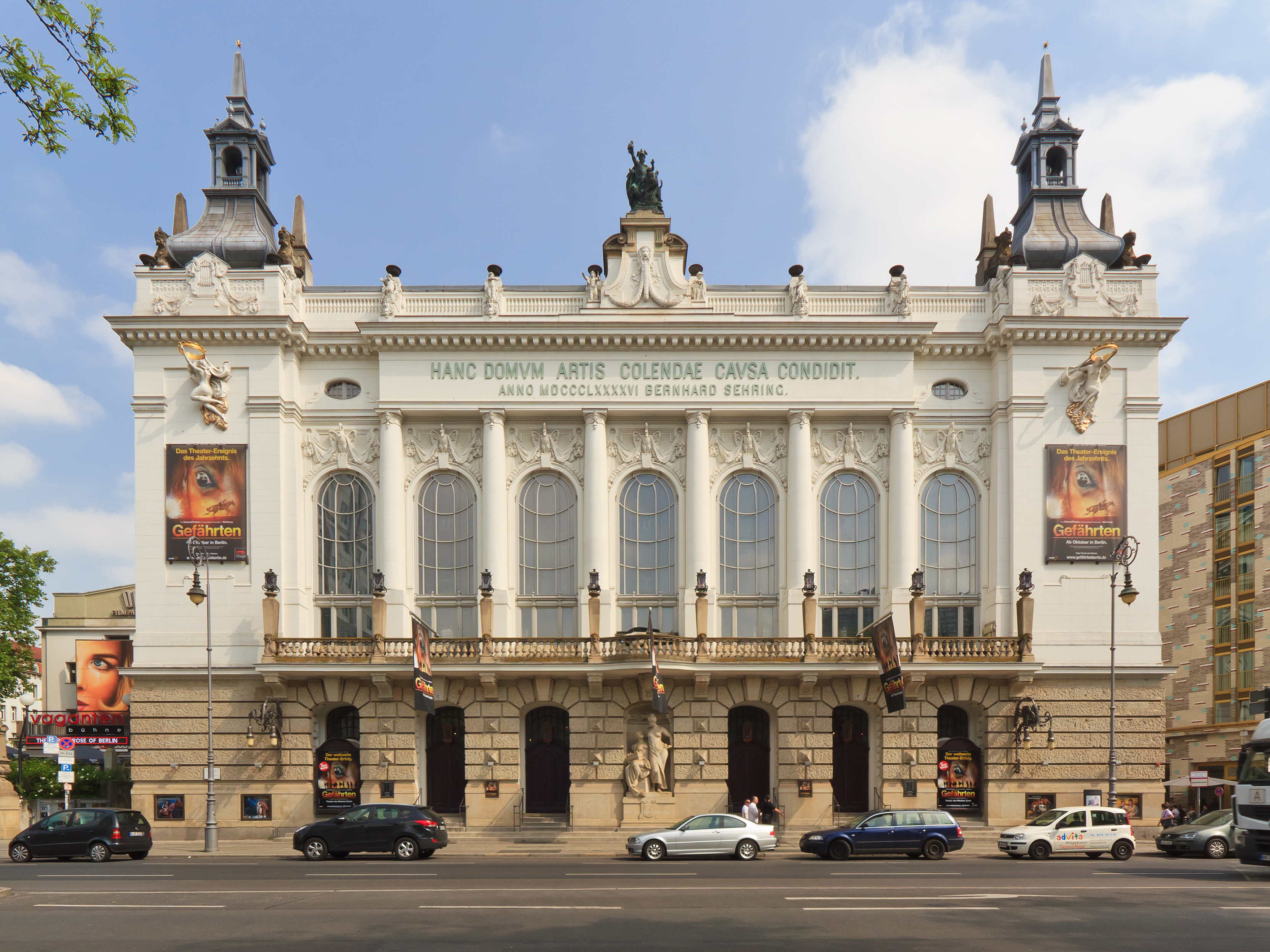
Theater des Westens

- Slot Charlottenburg met tuinen, paviljoens, oranjerie en mausoleum
- Museum Berggruen, ontworpen door Friedrich August Stüler, aan de Schloßstraße
- Sammlung Scharf-Gerstenberg, eveneens door Stüler ontworpen
- Bröhan-Museum voor jugendstil, art deco en functionalisme
- Keramik-Museum Berlin op het terrein van de oudste burgerwoning van Charlottenburg
- Käthe-Kollwitz-Museum in de Fasanenstraße
- Museum für Fotografie / Helmut Newton Stiftung
- Museum für Vor- und Frühgeschichte

### Kerken
- Kaiser-Wilhelm-Gedächtniskirche
- Luisenkirche von Karl Friedrich Schinkel aan de Gierkeplatz
- Epiphanien-Kirche aan de Knobelsdorffstraße

### Openbare gebouwen
- Rathaus Charlottenburg
- Technische Universiteit Berlijn
- Ludwig-Erhardt-Haus van de Duitse Kamer van Koophandel
- Literaturhaus Berlin

### Culturele instellingen
- Deutsche Oper Berlin in de Bismarckstraße
- Theater des Westens in de Kantstraße
- Schiller-Theater in de Bismarckstraße
- Renaissance-Theater in de Hardenbergstraße
- Die Stachelschweine in het Europa-Center
- Theater am Kurfürstendamm
- Tribüne in de Otto-Suhr-Allee

### Overige
- Synagoge in de Fasanenstrasse en in het achterhof van de Pestalozzistraße
- Breitscheidplatz met de Gedächtniskirche, het Europa-Center en de Weltkugelbrunnen
- Charlottenburger Tor aan de Straße des 17. Juni